# FN-6
Хунъин-6 или HY-6 (кит. трад. 紅纓六號 (紅纓-6), упр. 红缨六号, пиньинь Hóng yīng liù hào, палл. Хунъин лю хао, буквально: «красная кисть 6»), экспортное обозначение Фейну-6 или FN-6 (кит. трад. 飛弩六號, упр. 飞弩六号, пиньинь Fēi nǔ liù hào, буквально: «летающий лук 6»)) — китайский переносной зенитно-ракетный комплекс третьего поколения, предназначенный для поражения самолётов и вертолётов на малых высотах. Разработка FN-6 велась параллельно с работами по ПЗРК серии QW.

## Конструкция
Ракета двухступенчатая твердотопливная, включает в себя тепловую головку самонаведения, рулевой отсек с аппаратурой управления полётом, боевую часть осколочно фугасного действия, двухступенчатую двигательную установку для выброса ракеты из пусковой трубы. ИК ГСН позволяет вести обстрел цели на встречных ракурсах и обладает высокой помехоустойчивостью по отношению к тепловым ловушкам, излучению Солнца и теплу излучаемому земной поверхностью. Вероятность поражения цели одной ракетой оценивается в 70 %. Носовой обтекатель ракеты имеет характерную пирамидальную форму под которым размещён четырёхэлементный ИК-датчик.
Пусковая труба выполнена из стеклопластика, используется для хранения, переноски, прицеливания и пуска ракеты. ПУ оснащено оптическим прицелом и антенной радиозапросчика «свой-чужой». Батарея питания и система охлаждения ГСН размещается в рукояточной части ПУ.

## Модификации

### FN-16

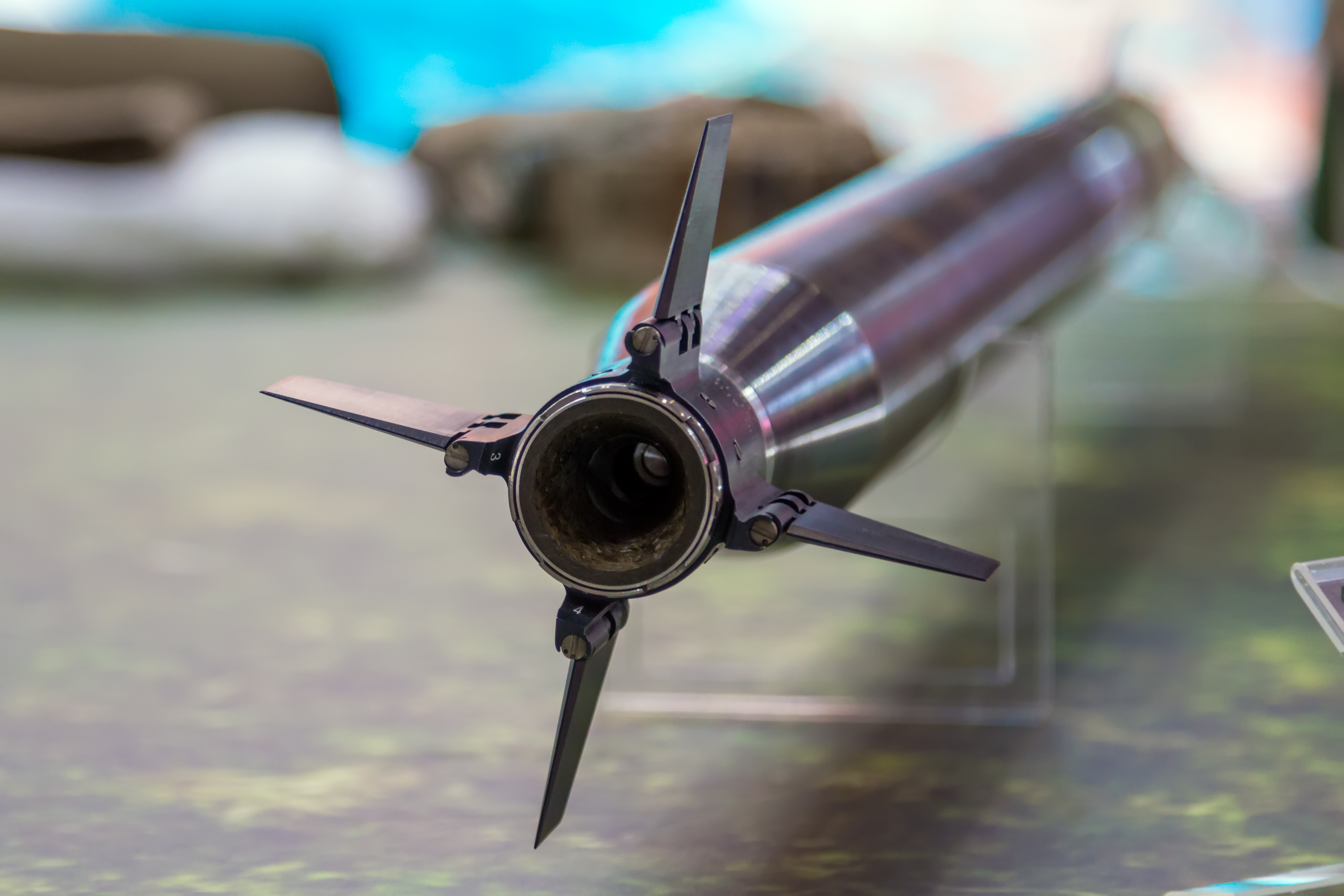
Хвостовая часть FN-16 со стабилизаторами.

На седьмом Чжухайском авиасалоне прошедшем в конце 2008 года, Китай представил ПЗРК, получивший обозначение FN-16 (Фейну-16 от кит. трад. 飛弩十六號, упр. 飞弩十六号, пиньинь Fēi Nǔ shí liù hào, палл. Фейну шилю хао, буквально: «летающий лук 16») и являющийся модернизацией FN-6, в которой реализована всеракурсность применения и улучшенная радиоэлектронная защита. Ракета оснащается двухдиапазонной помехозащищённой ГСН, работающей в ИК и ультрафиолетовом диапазонах длин волн, подобно поздним модификациям американского ПЗРК FIM-92 Stinger.
Реальная зона поражения FN-16 по дальности оценивается в диапазоне 10-4000 метров и по высоте, вплоть до 3 километров, при том что максимальная дальность поражения достигает 6 километров.

### FB-6A
Самоходный вариант FN-6, впервые представленный в 2005 году на шасси китайского варианта HMMWV (Shenyang SFQ2040 HMMWV).

## Тактико-технические характеристики
- Зона поражения по дальности: 0,5-5 км (до 6 км для FN-16)
- Зона поражения по высоте: 0,015 — 3,5 км
- Максимальная скорость поражаемых целей:
  - при стрельбе навстречу — 300 м/с
  - при стрельбе вдогон — 360 м/с
- Вероятность поражения: 0,7
- Длина комплекса: 1700 мм (для FN-16)
- Масса комплекса: 16 кг (по другим данным 17 кг, для FN-16 — 18 кг)
- Длина ракеты: 1495 мм (1600 мм для FN-16)
- Диаметр ракеты: 71-72 мм
- Масса ракеты: 10,77 кг
- Двигатель: одноступенчатый РДТТ
- Система наведения: ИК ГСН

## Эксплуатанты
- Китай — в сухопутных войсках и ВВС Китая FN-6 поставлен в ограниченном количестве[2]
- Малайзия — в мае 2004 года, между Малайзией и КНР был подписан меморандум о взаимопонимании по вопросу передачи технологии FN-6[3]
- Камбоджа — 25 июня 2009 года в одном из сюжетов Национального телевидения Камбоджи (TVK) посвящённого камбоджийско-тайскому пограничному конфликту 2008 года были показаны солдаты вооружённые комплексами FN-6 и FN-16 на тайско-камбоджийской границе[4][5]
- Судан — ряд источников считает, что КНР поставила ПЗРК FN-6 в Судан, где он демонстрировался во время военного парада посвящённого Дню Независимости Судана в 2007 году[6][7]
- Пакистан — Военно-морские силы Пакистана
- Перу — небольшая партия ПЗРК FN-6 была закуплена перуанскими ВМС в июле 2009 года за $1,1 млн долларов США[8]
- ИГ  — по сообщению МВД Кувейта некоторое количество комплексов FN6 попало в руки боевиков Исламского государства.